# НКВД
Народни комесаријат унутрашњих послова (рус. Народный комиссариат внутренних дел, НКВД) је назив за бившу јавну и тајну полицију Совјетског Савеза која је директно извршавала наредбе Савета народних комесара СССР, укључујући политичке прогоне. НКВД је у почетку био само министарство у оквиру владе СССР-а. Касније ће НКВД постати самостална полицијска агенција одвојена од Комесаријата за унутрашње послове. Наследиће је КГБ.

## Увод
НКВД је укључивао и редовне, јавне полицијске службе Совјетског Савеза (укључујући саобраћајну полицију, ватрогасце, граничаре и архиве), али је најпознатија по својим активностима у гулазима и Главном директорату за државну безбедност (ГУГБ), што ће на крају прерасти у Комитет државне безбедности (КГБ).
НКВД је спроводио масовна убиста без судске пресуде, руководио системом принудног рада, прогонио унутрашње непријатеље, спроводио масовне депортације кулака и читавих народа у ненасељене крајеве државе, чувао државну границу, вршио шпијунажу и политичка убиства у иностранству и спроводио Стаљинову политику у комунистичким покретима у другим државама.
У Другом светском рату НКВД је углавном постављао политичке комесаре и био је задужен за убијање и хватање дезертера и издајника у оквиру армије. Постојале су читаве дивизије НКВД-а које су вршиле акције у позадини против саботера и шпијуна, и такође учествовале у директним борбама против Немаца.

## Претходне агенције

### ЧЕКА
По указу Савета народних комесара Руске Социјалистичке Федеративне Совјетске Републике, 20. децембра 1917. године, формирано је специјално одељење Совјетске безбедности под називом Ванредна комисија или скраћено ЧЕКА. Пун назив ове организације је био Сверуска ванредна комисија за борбу против контрареволуције и саботаже (рус. Всероссийская чрезвычайная комиссия по борьбе с контрреволюцией и саботажем). Сверуски централни извршни комитет РСФСР одобрио је 28. октобра 1918 промену су структури и повећања особље ЧЕКЕ. Задаци ЧЕКЕ су пре свега били сузбијање и уклањање контрареволуционара и спречавање саботажа (или прављење саботажа у зависности од потребе). Осим тога ЧЕКА се бавила спровођењем прелиминарне истраге и извођењем починиоца на суђење војним револуционарима најчешће у оквиру војске, борбом против завера, нереда, антисовјетске пропаганде и шпијунаже. Укључивала је још и заштиту железница и превоза возом (од августа 1918), заштиту државне границе (од новембра 1920), извиђање (од децембра 1920) и контраобавештајни рад. Ова организација имала је сличне тренинге као и војници Црвене армије и настала је још за време Лењина. Каније ће у оквиру реорганизације војске и обавештајних служби, Лав Троцки формирати ГПУ као наследницу ЧЕКЕ.

### ГПУ
ГПУ односно Државна политичка управа (рус. Государственное политическое управление) је настала 6. фебруара 1922. године наследивши на том месту ЧЕКУ. Док се ЧЕКА може сматрати паравојном формацијом основаном искључиво из политичких разлога, ГПУ је имао законске оквире и формиран је под покровитељством Народног комесаријата за унутрашње послове као редовна агенција. ГПУ је имао апсолутно исту функцију као и ЧЕКА у годинама раније. Већ по свом стварању агенција је почела да успоставља мрежу тајних доушника који су постепено обухватали све слојеве друштва без изузетка. Локални партијски органи активно су помагали у прикупљању и преношењу информација те давања докумената о лицима која су оптужена за "шпијунажу, контрареволуцију и антисовјетске активности". Најекстремнији случајеви и уједно највећа активност ГПУ-а, постојала је на територији Украјине. Већ у новембру 1923. године ГПУ престаје да постоји и сада настаје нова агенција ОГПУ са традицијом свог претходника.

### ОГПУ
ОГПУ односно Обједињена државна политичка управа (рус. Объединенное Государственное Политическое Управление) настаје 15. новембра 1923, скоро 9 месеци након формирања СССР-а, како би се објединила сва одељења и јединице ГПУ-а на територији Совјетског Савеза. ОГПУ је формиран при Савету народних комесара СССР-а, одлуком Президијума Централног извршног комитета Совјетског Савеза, као наследница Државне политичке управе (ГПУ). Према члану 61, параграф 9 Устава Савеза Совјетских Социјалистичких Република: „У циљу обједињавања револуционарних напора савезничких република у борби против политичке и економске контрареволуције, шпијунаже и разбојништва, успоставља се Обједињена државна политичка управа, ОГПУ“. Такође према правилнику, надлежности и задужења ОГПУ-а је могао да одређује Врховни тужилац Совјетског Савеза, а организација је углавном имала следећа овлашћења:
1. Прикупљање информација за државне институције о стању ствари у земљи са становишта борбе против контрареволуције, како политичке, тако и економске
2. Тајни надзор  сумњивог елемента не само у СССР-у, већ и у иностранству
3. Издавање дозвола за улазак и излазак из СССР-а за странце и сопствене држављане
4. Спровођење депортација
5. Гледање поштанске, телеграфске и друге преписке како у земљи тако и у иностранству
6. Извршење претреса, хапшења, заплене;
7. Спровођење истраге и усмеравање судова на обелодањене случајеве
8. Регистрација лица осуђених или осумњичених за вршење политичких злочина или других кривичних дела

## НКВД

### Формирање
Указом Централног извршног комитета СССР-а од 10.07.1934. године, формиран је Народни комесаријат унутрашњих послова односно НКВД и успостављен је као савезно-републичко одељење. У оквиру сваке Совјетске републике формирано је посебно одељење НКВД-а (на пример НКВД ССР Украјине, НКВД ССР Казахстана итд) док је у оквиру РСФСР-а уведена институција овлашћеног НКВД-а СССР-а на територији свих република.
НКВД-у је било поверено: обезбеђивање револуције, реда и државе, сигурност и заштита друштва и својине државе и појединца, евиденција грађанских дела, обезбеђивање граница, управљање радничком и сељачком милицијом, унутрашња заштита, управа логора за принудни рад и радних насеља (ГУЛАГ), ватрогасне и друге службе.
Водеће место у структури НКВД-а припадало је ГУГБ-у (Главном директорату за државну безбедност) који је практично представљао ОГПУ у саставу НКВД-а. Шеф ГУГБ-а је истовремено био и 1. заменик главног комесара НКВД-а. У предратним годинама НКВД се претворио у тело које је вршило широк спектар економске производње кроз активно ангажовање заробљеника и људи затворених у гулазима.

### Период од 1934. до 1938.
Почетком деценије вође партије и ОГПУ-а спроводили су кампање масовне репресије против класа које се сматрају непријатељским, посебно малим земљопоседницима, кулацима и многим сељацима. Током колективизације и декулакизације, масовна репресија била је део класног рата. Совјетски сељаци масовно су се бунили против колективизације јер су на тај начин остајали без основа да преживе. Ипак Стаљин је био вољан да изврши своје реформе па је често прибегавао насилним методама управо под покровитељством ОГПУ-а (касније НКВД-а). Отприлике од 1934. НКВД је био широко ангажован у борби са криминалом и социјалним поремећајима Касније је руководство мулти-етничког СССР-а схватило да посебну опасност представљају етничко и национално питање. Масовна репресија тада је првенствено служила за прерасподелу становништва, формирање политички прихватљивих националних идентитета, заштиту граница и наметање социјалне и економске дисциплине совјетском друштву. НКВД је почео да спроводи насилно премештање многих народа СССР како би се створила могућност лакшег управљања али и губљења идентитета неких народа (попут Чечена и Татара). Са страхом од унутрашње политичке опозиције и неминовношћу рата, бруталност ове репресије повећавала се 1937. и 1938. године. и тај период данас називамо Великом чистком.
Многи злочини су извршени од стране НКВД-а који је постао основни стуб моћи пре свега Стаљина. Такође НКВД се масовно увукао у структуре војске односно Црвене армије те су унутар сваке јединице морали бити политички комесари који су углавном носили значке НКВД-а. Као основна улога политичких комесара, навођено је подизање морала код припадника армије. Ипак реалност је била да је Стаљин преко НКВД-а могао да прати све војне структуре како би и Црвену армију држао под својом контролом.
Такође од 1934. надлежност над радним логорима и ГУЛАГ-ом је преузео управо НКВД. Совјетски систем радних логора играо је главну улогу у Совјетска економија од 1929. до 1953. НКВД је отворио различите наменске логоре попут оних за дрвну грађу, рударство и грађевинарство. Често су то били логори у удаљеним крајевима земље (Сибир, Камчатка, Урал, средња Азија) познати по својој суровој клими. НКВД је отворио око 350 радионица и 18 колективних фарми у којима су радили логораши односно заробљеници. Совјетско руководство видело је Гулаг као средство за спровођење државе економске политике и изградњу великих пројеката попут канала од Балтичког до Белог мора, Московске подземне железнице, великих челичана, аутопутева и дугог. Ипак овај систем је имао своје значајне мане:
1. Затвореници нису имали мотивацију да раде
2. Храна, одећа и друге потрепштине нису им биле омогућене
3. Особље и полиција су често малтретирали и мучили затворенике
4. У логорима је смртност била велика усред глади и епидемија
5. У логорима су били људи од 18 до 80 година као и жене што значи да нису сви могли да раде (према проценама 40 до 60 затвореника је било радно способно)

Први свесавез Конференција агенције Народних комесаријата унутрашњих послова прогласио је "Петогодишњи план индустријског развоја и колективизације пољопривреде" те је успостављена потражња за великим бројем нискоквалификоване радне снаге. С обзиром да су радници морали да буду плаћени, да имају место за становање и слично, совјетско руководство је одмах увидело значај логорске радне снаге за постизање свих одредби Петогодишњег плана

### Велика чистка (1936—1938)
Велика чистка практично представља кулминацију кампање масовног терора коју је НКВД спроводио под Стаљином. На неки начин можемо рећи да је Велика чисткапочела сменом руководиоца на челу НКВД-а. Након доласка Николаја Јежова (1936) почеће управо и ова ера претеране репресије. Није познат тачан податак али процењује се да је у току Велике чистке страдало између 750.000 и милион људи док је број протераних у радне логоре између 500 и 750 хиљада, а по проценама НКВД је у том периоду убијао и по 1000 људи на дан.
Током чистки, многи Стаљинови непријатељи једноставно су нестали из својих домова. Оно што је била мрачна страна јесте то да су и многи његови пријатељи, јунаци револуције и особе које су га довеле на власт, такође страдали. Други су погубљени у јавности након монтираних судских процеса касније названих-Московска суђења. Пошто је Стаљин знао вредност фотографија и у историјском запису и у употреби масовних медија често су убијене особе просто нестајале и са фотографија путем фотомонтаже као да никада нису ни постојале.
Нека од најпознатијих политичких убистава које је извршио НКВД су била:
- Убиство Сергеја Киркова у Лењинграду (децембар 1934)
- Суђење (касније и убиство) Лаву Камењеву и Григорију Зиновјеву и још 14 чланова ЦК КПСС (јул/август 1936)
- Суђење (касније и убиство) Јурију Пјатакову и другим личностима задуженим за индустријализацију (јануар 1937)
- Суђење (касније и убиство) Николају Бухарину и Алексеју Рикову (фебруар/март 1937)
- Убиство Генхрида Јагоде и још неких бивших званичника (март 1938)
- Убиство Николаја Јежова (фебруар 1940)
- Убиство Лава Троцког (август 1940)
- Убијено је више од трећине чланова Комунистичке партије и више од половине чланова Централног комитета
- Погубљени су 81 од 103 војних лидера највишег ранга у оквиру Црвене армије

Између Другог и Трећег Московског суђења, виши ниво Црвене армије био је десеткован хапшењима и погубљењима по кратком поступку, а иста судбина задесила је покрајинске секретаре странке, партијско и државно особље међу националним мањинама, менаџере у индустрији и друге званичнике. Поред тога Политбиро је наредио Јежову 3. јула 1937. да спроведе „масовне операције“ ради хапшења бивших кулака и других контрареволуционара. Јежов је у сваком округу утврдио квоте за број хапшења, а број хапшења и ликвидација је премашио његове процене.
Ипак оно што је можда најгора последица Стаљинових чистки била је чињеница да су људи преплашени и психички сломљени, што ће се показати у годинама касније као страшан хендикеп. Нико није имао храбрости да преузме било какву иницијативу везану за промене или побољшања на пољу политике, економије и војске. Сви су живели у сталном страху да и њих може "прогутати мрак". Психичке последице међу преживелима биле су дуготрајне и несагледиве.

### НКВД под Беријом
Берија је био један од Стаљинових најбољих извршитеља и човек који је организовао неке од најкрвавијих убистава током Стаљинове ере. Он се једном заклео: „Свако ко покуша да дигне руку против воље нашег народа, против воље странке Лењина и Стаљина, биће немилосрдно сломљен и уништен“.
У августу 1938. године доведен је у Москву са Кавказа (где је активно радио на чисткама стекавши велику моћ) и постављен је за заменика шефа НКВД-а те је са овом функцијом додатно помогао Стаљинову чистку уз помоћ своје моћи над совјетским полицијским снагама. У септембру 1938. именован је за шефа Главне управе државне безбедности (ГУГБ) НКВД-а, да би већ у новембру 1938. постао главни шеф НКВД-а наследивши Николаја Јежова.
По доласку на чело НКВД-а, Берија је ублажио Стаљинове чистке и чак из затвора пустио око 100,000 људи које је Јежов претходно затворио. Берија је кривио Јежова за "Велике чистке" и био је слепо и верно одан Стаљину до самог краја. Оно што се разликовало од његових претходника, било је то што га Стаљин није убио. Ипак Берија је лично убијао људе у периоду од 1934. до 1938. а такође је одговоран за злочин у Катињској шуми.
Наиме у марту 1940. године Берија је наредио ликвидацију одо 25,700 Пољака са територије данашње Белорусије и Русије, а од тога велики број интелектуалаца, "противника совјетског режима". Међу убијенима је било и око 14,700 затвореника. Сви су стрељани и закопани у Катињској шуми недалеко од града Смоленска.
Берија ће на челу НКВД-а остати све до 1946. када је НКВД и расформиран.

### Други светски рат
НКВД се увукао у све поре живота те тако и у Црвену армију. Свака јединица морала је да има барем једног политичког комесара, обично члана НКВД-а. Овим потезом сви официри и војници су посматрани и шпијунирани те спречавани на било какве "антисовјетске активности". Ипак ово је хендикепирало Црвену армију тог 22. јуна 1941. године, када је почела операција Барбароса. Многи официри нису могли да преузму иницијативу за правилно вођење војске под претњом да ће бити стрељани. Сви су морали строго да поштују наређења из Москве која су била бесмислена попут константног напада што је довело до опкољавања више припадника Црвене армије и њиховог уништавања и заробљавања.
Такође управо је НКВД био задужен за хватање свих дезертера и паничара, а уколико би неко дезертирао најчешће би био стрељан на лицу места, а потом би била убијена комплетна његова породица. Такође постоји популарна прича, као у филму "Непријатељ пред вратима" да је НКВД био задужен по Стаљиновом наређењу да пуца у сваког војника који покуша да се повуче. Доказ за ове наводе нисам нашао.
Такође НКВД као (у оквиру својих функција) гранична полиција, често је патролирао и штитио гранична подручја те је у периоду од 1943. до 1946. био задужен за масовне депортације и одмазде над читавим народима. Тако су Кримски Татари расељени и масовно стрељани због "сарадње са окупатором", Украјинци, који су након Велике глади (Голодомора) махом дочекали Немце са слављем, такође су били стрељани и бешени уз натписе "Ја сам издао домовину" док је НКВД све немачке ратне затворенике који су успели да преживе или побегну углавном стрељао или затворио у ГУЛАГ због сумње да су шпијуни.

#### Дивизије НКВД-а
Снаге безбедности НКВД-а односно Дивизије НКВД-а формиране су независно од борбених јединица Црвене армије. Још 1941. године НКВД је био одговоран за граничне трупе које су патролирале дуж саме границе, а такође узимају и активно учешће у борбама у јуну и јулу 1941. године. Током рата такође су значајно проширене "унутрашње трупе НКВД-а" које су биле организоване као пешадијске или коњичке дивизије редовне војске, а биле су намењене одржавању унутрашњег реда у Совјетском Савезу.
Почетком рата НКВД је формирао 15 борбених дивизија које су у време кризе често биле послате на сам фронт као редовне борбене јединице Црвене армије. Заправо, НКВД је неке од тих јединица касније претворио у јединице за посебне намене (Спецназ), а једна од њих је коришћена током пробоја на Криму. Међутим, ово није примарна улога јединица НКВД-а. Намеравали су им да спрече било какав отпор у редовима Црвене армије, а током великих операција често су се формирали у "блокадни одреди" који су прикупљали расипнике и спречавали повлачење.
Њихова секундарна улога је била лов на антисовјетске партизанске групе и извођење казнених експедиција против етничких група осумњичених за сарадњу са Немцима (попут горе поменутих Татара и Украјинаца). Специјалне трупе НКВД проширене су у последњим годинама рата, те су на крају укупно имале 53 дивизије и 28 бригада, не рачунајући пограничне трупе. То је било приближно десетини од укупног броја редовних борбених дивизија Црвене армије.
Ове јединице су коришћене у продуженим партизанским ратовима против Совјетске власти у Украјини и балтичким републикама који су трајали до почетка педесетих година 20. века. Такође су ове јединице спроводиле депортације на велико осумњичених етничких група у периоду 1943-45. У неким аспектима, формације НКВД-а подсећале су на немачки СС у погледу независности од војне структуре. Међутим, трупе НКВД-а су коришћене углавном за унутрашњу безбедност и нису биле довољно наоружане за борбу у првој линији за разлику од СС-а који је поседовао огромне механизоване, оклопне и пешадијске дивизије на првим линијам фронта.

### Крај НКВД-а
НКВД је 3. фебруара 1941. године подељен на Народни комесаријат државне безбедности (рус. Наркомат государственной безопасности) односно НКГБ и НКВД. НКГБ је обухватио ГУГБ (Главни директорат за државну безбедност) и друге војне дивизије док се НКВД концентрисао на шпијунажу, унутрашњу контролу и репресију на нивоу становника СССР-а. Ипак оваква подела се показала као непрактична те је већ у јулу исте године поново уједињен НКВД.
Ипак НКВД 14. априла 1943. усред најжешћих борби на фронту (Стаљинград, Курск) бива поновно подељен на НКВД и НКГБ. Касније, НКВД мења име у Министарство унутрашњих послова (рус. Министерство внутренних дел) односно МВД, 22. марта 1946. чиме НКВД престаје да постоји.
Дана 5. марта 1953. године основано је јединствено Министарство унутрашњих послова СССР-а (рус. Министерство внутренних дел СССР) на основу Министарства унутрашњих послова (МВД) и Народног Комесаријата државне безбедности (НКГБ)

## Народни комесари НКВД-а
- Генрих Григорјевич Јагода (рус. Ге́нрих Григо́рьевич Яго́да) је био први шеф НКВД-а у периоду од 10. јула 1934. до 26. септембра 1936. Познат је као први Стаљинов велики егзекутор. Посебно је обраћао пажњу на организовање ГУЛАГ-а и уопштено радних логора НКВД-а. Током изградње канала од Балтичког до Белог мора Јагода је наредио масовно исцрпљивање логорске радне снаге како би канал био што пре завршен. Како му то није пошло за руком наредио је да канал буде мање дубок чиме је учинио пловидбу немогућом што је разбеснело Стаљина. И поред тога што је дуго био на његовој страни, Стаљин је затворио Јагоду због његових веза са старим троцкистима унутар партије. Јагода је погубљен 15. марта 1938. године[24][25].
- Николај Иванович Јежов (рус. Никола́й Иванович Ежо́в) је био шеф НКВД-а у педиоду од 26. септембра 1936 до 25. новембра 1938. Познат је као "Црвени или Крвави патуљак" због ниског раста али масовних убистава које је спроводио. Јежов је био слепо одан Стаљину и у његово време операције НКВД-а су стекле свој највећи обим по броју хапшења и убистава. Јежов је лично прописао квоте за хапшење и ликвидацију које је често и премашивао. Такође Јежов је због свих убистава али и свог приватног живота обележеног развратом и садистичким испадима постао најнеомиљенији совјетски политичар икада. И сам Стаљин је схватио да од његових хапшења има више проблема него користи те га је ухватио. Јежов је убијен 4. фебруара 1940. године[24][26].
- Лаврентиј Павлович Берија (рус. Лаврентий Павлович Берия) је био шеф НКВД-а у периоду од 25. новембра 1938 до 22. марта 1946. Берија је последњи од Стаљинових шефова тајне службе и уједно носи назив "Совјетски/Стаљинов/наш Химлер". Берија је лично убио на десетине хиљада људи, а организовао је многе масакре и убиства попут оних у Катињској шуми. У његово време НКВД је постао опасна организација које су се сви плашили. Уливао је страх у кости свим Стаљиновим непријатељима и био му је одан и веран заувек. Оптужен је за злостављање малолетне деце од 8 до 13 година мада је непознато да ли је оптужба тачна или је чисто политичка. Када је Хрушчов дошао на власт Берија је убијен са свим својим сарадницима, 23. децембра 1953. године[24][27].